# Herba marina

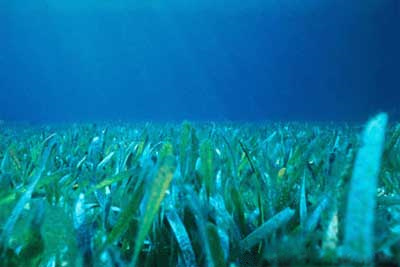
Llit d'herba marina de Thalassia testudinum

L'herba marina es compon de plantes amb flor (angiospermes) que creixen en medis marins. Hi ha una seixantena d'espècies completament marines, que pertanyen a quatre famílies (Posidoniaceae, Zosteraceae, Hydrocharitaceae i Cymodoceaceae), totes dins l'ordre de les alismatals i la classe de les monocotiledònies. L'herba marina evolucionà a partir de plantes terrestres que tornaren als oceans fa entre 75 i 100 milions d'anys.